# Vărgata
Vărgata ou Csikfalva en hongrois (Tschichdorf en allemand) est une commune roumaine du județ de Mureș, dans la région historique de Transylvanie et dans la région de développement du Centre.

## Géographie
La commune de Vărgata est située dans l'est du județ, dans les collines de la Niraj, sur la rive gauche de la rivière Niraj, à 5 km au nord de Miercurea Nirajului et à 18 km à l'est de Târgu Mureș, le chef-lieu du județ.
La municipalité est composée des cinq villages suivants (population en 2002) :
- Grâusorul (216) ;
- Mitrești (382) ;
- Vadu (295) ;
- Valea (650) ;
- Vărgata (461), siège de la municipalité.

## Histoire
La première mention écrite du village date de 1412 sous le nom de Chykfalva.
La commune de Vărgata a appartenu au royaume de Hongrie, puis à l'empire d'Autriche et à l'Empire austro-hongrois.
En 1876, lors de la réorganisation administrative de la Transylvanie, elle a été rattachée au comitat de Maros-Torda.
La commune de Vărgata a rejoint la Roumanie en 1920, au traité de Trianon, lors de la désagrégation de l'Autriche-Hongrie. Après le deuxième arbitrage de Vienne, elle a été occupée occupée par la Hongrie de 1940 à 1944, période durant laquelle sa petite communauté juive fut exterminée par les nazis. Elle est redevenue roumaine en 1945.

## Politique
Le conseil municipal de Vărgata compte 11 sièges de conseillers municipaux. À l'issue des élections municipales de juin 2008, Istvan Balogh (UDMR) a été élu maire de la commune.
| Parti                                      | Nombre de conseillers |
| ------------------------------------------ | --------------------- |
| Union démocrate magyare de Roumanie (UDMR) | 9                     |
| Parti civique hongrois                     | 2                     |

## Religions
En 2002, la composition religieuse de la commune était la suivante :
- Unitariens, 38,67 % ;
- Catholiques romains, 28,24 % ;
- Réformés, 22,10 % ;
- Adventistes du septième jour, 3,59 %.

## Démographie
La commune de Vărgata possède une majorité absolue de population sicule.
En 1910, la commune comptait 13 Roumains (0,44 %) et 2 955 Hongrois (99,06 %).
En 1930, on recensait 78 Roumains (2,76 %), 2 664 Hongrois (94,43 %), 6 Juifs (0,21 %) et 71 Tsiganes (2,52 %).
En 2002, 7 Roumains (0,34 %) côtoient 1 778 Hongrois (88,72 %) et 219 Tsiganes (10,92 %). On comptait à cette date 775 ménages et 927 logements.
| 1850  | 1880  | 1900  | 1910  | 1930  | 1956  | 1977  | 1992  | 2002  |
| ----- | ----- | ----- | ----- | ----- | ----- | ----- | ----- | ----- |
| 1 921 | 2 342 | 2 806 | 2 983 | 2 821 | 2 997 | 2 338 | 2 020 | 2 004 |

| 2007  | - | - | - | - | - | - | - | - |
| ----- | - | - | - | - | - | - | - | - |
| 2 001 | - | - | - | - | - | - | - | - |

## Économie
L'économie de la commune repose sur l'agriculture (céréales et légumes), l'élevage et la transformation du bois.

## Communications

### Routes
Vărgata est située sur la route régionale DJ135 Miercurea Nirajului-Sovata.

## Lieux et monuments
- Mitrești, église unitarienne du XIIIe siècle avec fresques de 1667.

- Vărgata, église réformée de 1710.